# 于鼎
于鼎（1925年—1998年），男，天津市人，中国电影译制片配音演员。

## 生平
1925年生于天津。早年在北京崇德中学、北京中国大学法律系学习。1949年入华北人民革命大学学习，12月入东北电影制片厂翻译片组工作，1953年3月入上海电影制片厂翻译片组（后为上海电影译制厂）。一生为数百部外国电影、美术片、国产故事片、电视片、广播剧配音。1998年5月20日在上海去世。